# His House
His House (bra: O Que Ficou Para Trás) é um filme de suspense e terror estadunidense de 2020, escrito e dirigido por Remi Weekes. É estrelado por Wunmi Mosaku, Sope Dirisu e Matt Smith. O filme conta a história de um casal de refugiados do Sudão do Sul, lutando para se ajustar à sua nova vida em uma cidade inglesa que tem um mal escondido sob a superfície.
Teve sua estreia mundial no Festival de Cinema de Sundance em 27 de janeiro de 2020. Foi lançado em 30 de outubro de 2020 pela Netflix e recebeu grande aclamação da crítica.

## Elenco
- Wunmi Mosaku como Rial
- Sope Dirisu como Bol
- Matt Smith como Mark
- Javier Botet e Cornell John como As bruxas
- Emily Taaffe como Dr. Hayes
- Malaika Abigaba como Nyagak

## Lançamento
Ele teve sua estreia mundial no Festival de Cinema de Sundance em 27 de janeiro de 2020.  A Netflix adquiriu os direitos de distribuição do filme. Foi lançado em 30 de outubro de 2020.

## Recepção
No Rotten Tomatoes, o filme tem 100% de aprovação com base em 112 críticas, com uma avaliação média de 8,0/10. O consenso dos críticos do site diz: "Apresentando sustos genuínos em todos os corredores, His House é um olhar assustador para os espectros da experiência do refugiado e uma estreia impressionante para Remi Weekes". No Metacritic, o filme detém uma pontuação de 72/100 com base nas análises de 19 avaliações, indicando "críticas geralmente favoráveis".